# Ame-onna

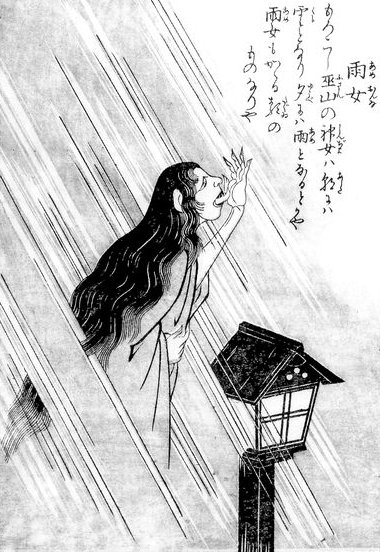
Die Ame-onna in Toriyama Sekiens Konjaku Hyakki Shūi von 1780.

Die Ame-onna (jap. 雨女; „Regenfrau“ oder „Frau-im-Regen“), auch bekannt als Ame-onba (雨おんば; „Regenjungfer“ oder „Jungfer-im-Regen“), ist ein fiktives Wesen des japanischen Volksglaubens. Sie ist ein Yōkai und dem Menschen für gewöhnlich wohlgesinnt.

## Beschreibung
Die Ame-onna soll an schwülen Abenden in Gestalt einer durchnässten Frau mit langen, schwarzen Haaren erscheinen, die permanent ihre Hände leckt. Ihre Anwesenheit soll Regen ankündigen. Noch heute beten viele Bauern um das Erscheinen der Ame-onna, damit ihre Felder mit Regen versorgt werden. Aus der Präfektur Nagano stammt das Gerücht, dass Kinder, die nachts noch draußen im Regen spielten, von der Ame-onna entführt oder fortgespült würden.

## Hintergrund
Eine erste schriftliche Erwähnung nebst Abbildung der Ame-onna lässt sich in dem Emakimono Konjaku Hyakki Shūi (今昔百鬼拾遺; 100 Dämonen von damals und heute, Fortsetzung) von Toriyama Sekien aus dem Jahr 1780 nachweisen. Sekien erwähnt in seinem Werk, dass ihre Gestalt vielleicht auf eine chinesische Berggöttin zurückgeht, von der überliefert wird, sie erscheine am Morgen als Wolke über den Gipfeln des Berges Wushan und des Abends gehe sie als Regen nieder. In Wirklichkeit hatte Sekien die Figur der Ame-onna selbst erfunden. Als Inspiration diente ihm wohl ein chinesisches Gedicht namens Gāo Táng-fù (高唐賦), verfasst von dem chinesischen Dichter und Autor Sung Yü um 270 v. Chr. Es handelt von dem Kaiser Hú von Chu (regierte um 320 v. Chr.) und erzählt, wie der Herrscher von einer geheimnisvollen Frau träumt, in die er sich verliebt und sich heimlich mit ihr an regnerischen Tagen trifft. Die Frau behauptet von sich selbst, eine Regengöttin zu sein und am Gipfel des Mt. Fuzan zu residieren. Sekiens Figur der Ame-onna sollte einen satirischen Seitenhieb auf jene „Regenfrau“ aus dem Gedicht darstellen.
In der modernen japanischen Umgangssprache bezeichnet man mit Ame-onna unter anderem Personen, die vom Pech regelrecht verfolgt zu sein scheinen, aber auch Grübler und Nörgler, die die Stimmung Anderer mehr oder weniger unfreiwillig trüben. Das männliche Pedant dazu ist der Ame-otoko (雨男; „Regenmann“).